# Curling

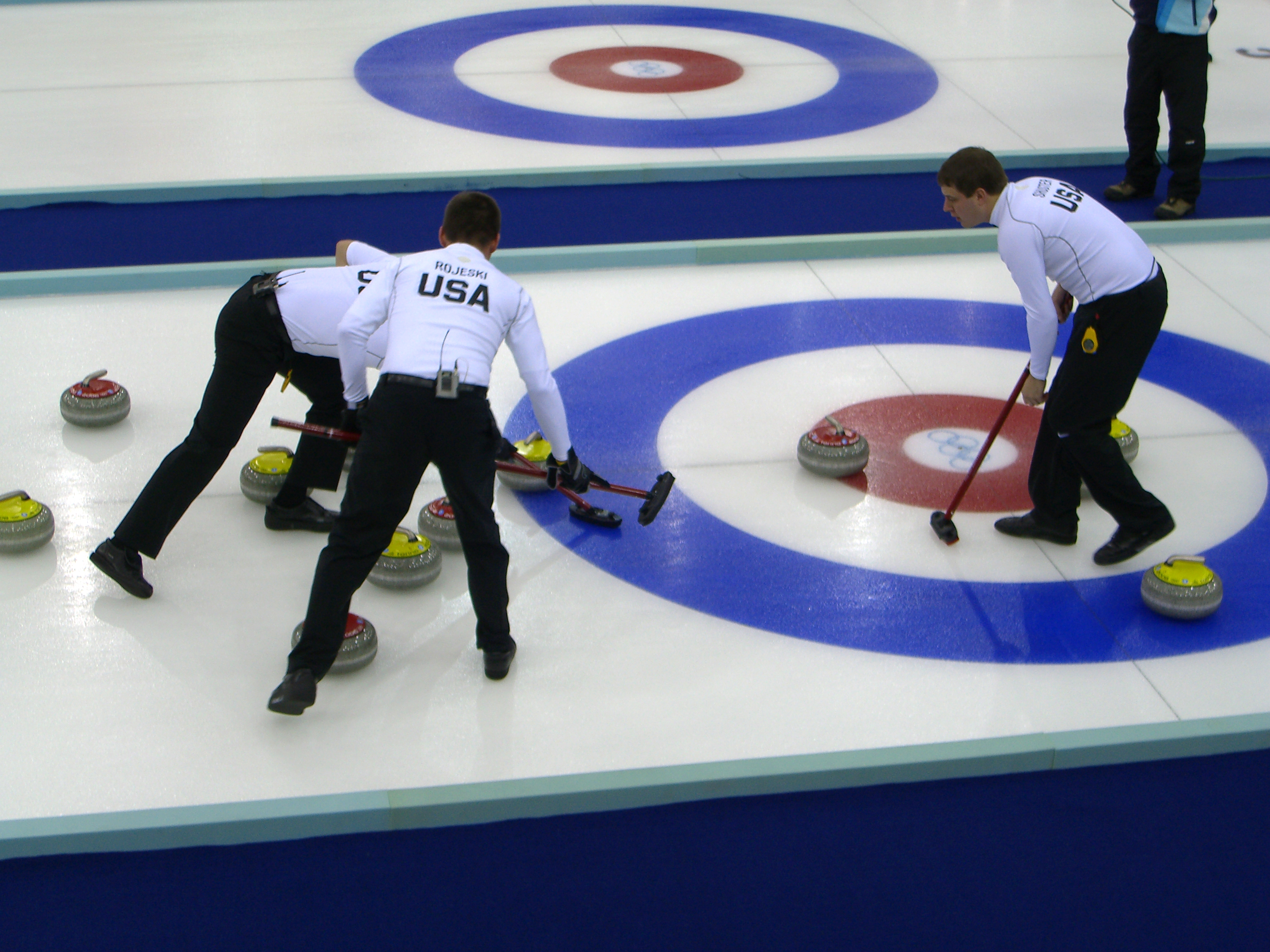
US-amerikanische Curlingspieler in Aktion bei den Olympischen Winterspielen 2006 in Turin

Curlingspielfelder

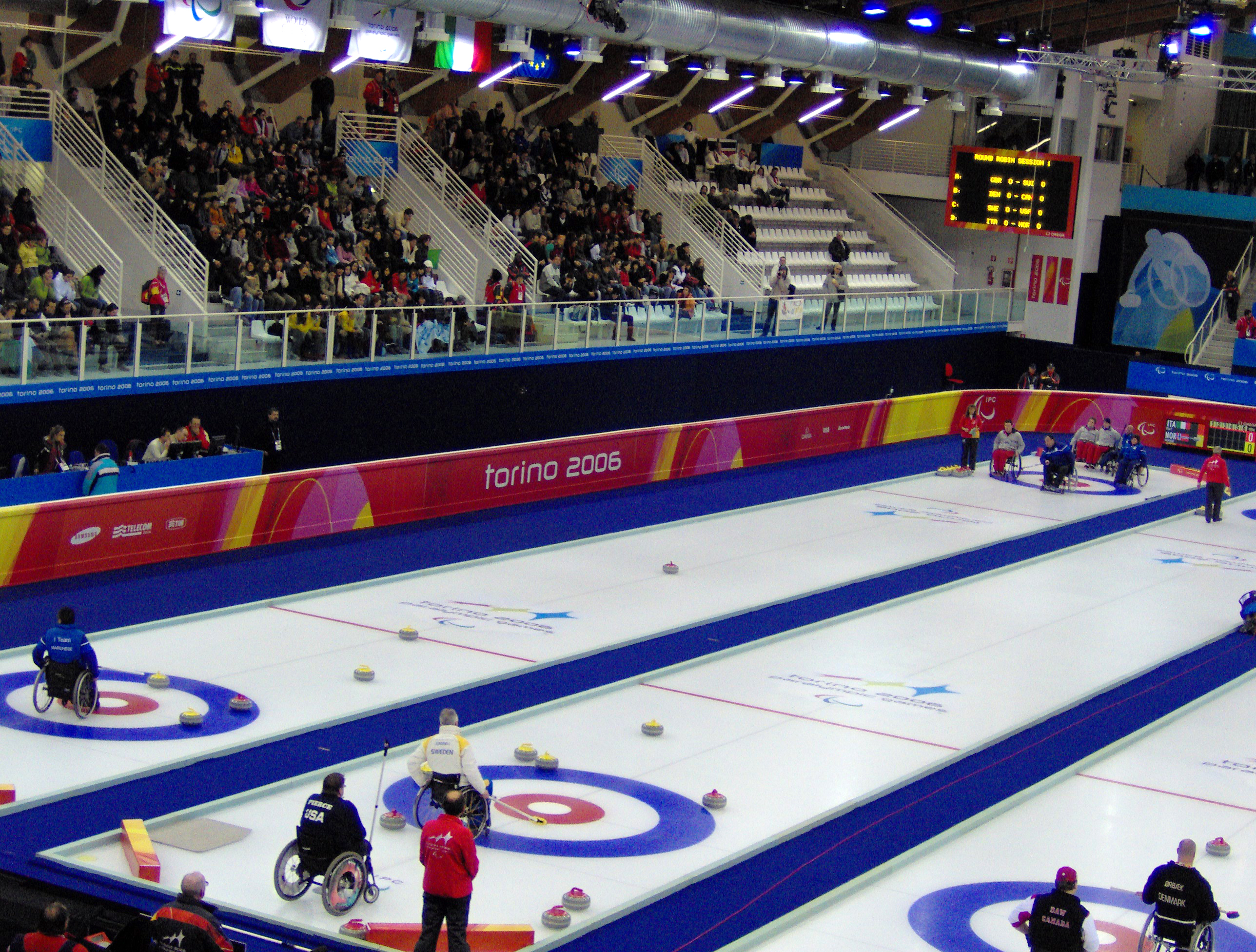
Rollstuhlcurling

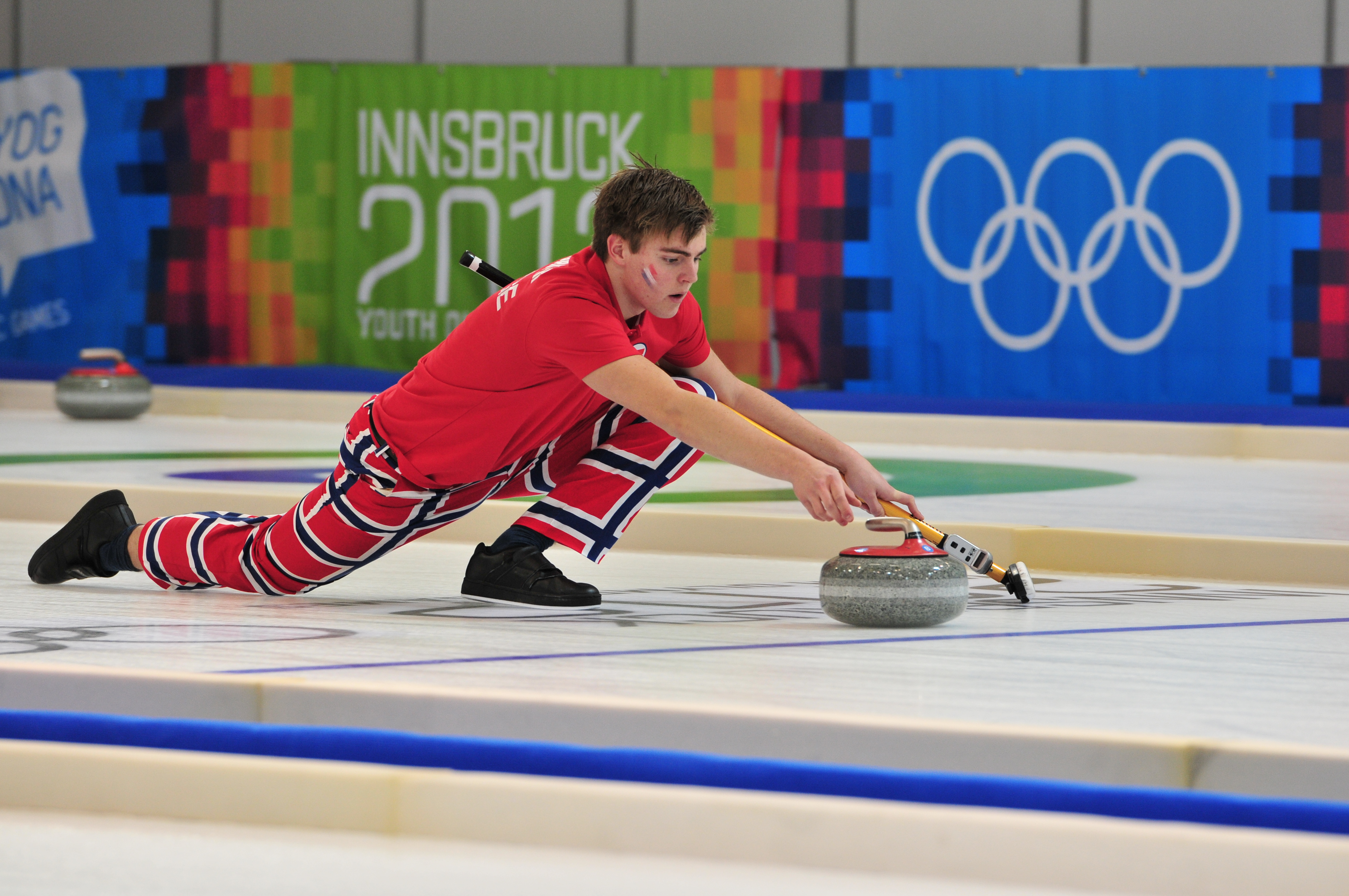
Curling bei den Olympischen Jugend-Winterspielen 2012 in Innsbruck

Curling [ˈkʰɜːlɪŋ] ist eine auf dem Eis gespielte Wintersportart, die dem Eisstockschießen ähnelt und Parallelen zu den Kugelsportarten Boule-Spiel und Boccia aufweist. Zwei Mannschaften zu je vier Spielern versuchen, ihre Curlingsteine näher an den Mittelpunkt eines Zielkreises auf einer Eisbahn zu spielen als die gegnerische Mannschaft. Curling ist besonders in Kanada, Schottland, Skandinavien und der Schweiz populär und wird wegen seiner komplexen taktischen Möglichkeiten auch als Schach auf dem Eis bezeichnet. Es gehört zu den Präzisions- und Mannschaftssportarten.

## Geschichte

### Entwicklung seit dem 16. Jahrhundert
Das Wort Curling stammt vom schottischen Verb tae curl („drehen“) ab und beschreibt die Bewegung der Steine, während sie über das Eis gleiten.
Der älteste erhaltene Curlingstein stammt aus dem Jahr 1511. Dieser trug die Inschrift St. Js B Stirling, weshalb der Stein auch Stirlingstein genannt wird. Das Spiel entwickelte sich dann schrittweise im späten Mittelalter und verbreitete sich in Europa. Die erste schriftliche Erwähnung eines Spiels mit Steinen auf dem Eis erfolgte im Februar 1541 auf einem Dokument, das im Kloster von Paisley in der Grafschaft Renfrewshire geschrieben wurde: Ein schottischer Admiral hatte begonnen, seinen Talisman, eine plattgedrückte Kanonenkugel, über das Eis zu schieben.
Eine Art von Curling wurde im 16. Jahrhundert auch in den Niederlanden gespielt, wie das Gemälde Die Jäger im Schnee von Pieter Bruegel dem Älteren (1565) belegt. Henry Adamson verwendete das Wort curling erstmals 1620 in einem Gedicht.
Der erste Curlingclub gründete sich 1716 in Kilsyth, dazu wurden auch erste Spielregeln aufgestellt. Die Steine waren damals weder in der Größe noch im Gewicht genormt, sodass ein Wettbewerb zwischen den Clans um den größten Curlingstein stattfand. Je schwerer der Stein war, desto schlechter ließ er sich durch die gegnerische Mannschaft wegschießen. So ist heute in einem Museum in Schottland ein Stein von 58,5 kg ausgestellt. Die Steine waren meist unbehandelte, flache Steine, die aus Flüssen oder von Meeresufern stammten. Der Werfer hatte nur wenig Kontrolle über den Weg des Steins und verließ sich mehr auf Glück statt auf sein Können; Taktik war im Gegensatz zu heute nur Nebensache.
Im Jahr 1795 wurde in Edinburgh die Duddingston Curling Society gegründet. 1838 entstand der Grand Caledonian Curling Club (heute Royal Caledonian Curling Club genannt). Dieser stellte Regeln auf „zur Regulierung des alten schottischen Spiels Curling durch die allgemeine Gesetzgebung“.
Durch enge Beziehungen Schottlands mit Kanada kam diese winterliche Betätigung nach Übersee, wo bald viele Menschen begeistert curlten. So ist der Curlingsport in Kanada im 21. Jahrhundert auch am meisten verbreitet (gegen 2005 waren rund 800.000 in Clubs organisierte Curler registriert), davon viele als Profisportler. Außerdem gibt es spezielle Eisstadien nur für Curling-Wettbewerbe.
Auf dem europäischen Kontinent begann der Curlingsport in Boulogne-sur-Mer (Frankreich), wo Zöllner von einreisenden Schotten dieses Vergnügen gezeigt bekamen. – Andere Quellen geben an, dass Curling vor mehr als 400 Jahren in den Niederlanden entstanden sein soll.
Der kanadische Royal Montreal Curling Club, der älteste noch bestehende Sportverein Nordamerikas, wurde 1807 gegründet. Der erste Curlingclub in den USA folgte 1832, und Ende des 19. Jahrhunderts erreichte der Curlingsport Schweden und die Schweiz. Inzwischen wird Curling in vielen europäischen Ländern gespielt und erfreut sich ebenso in Japan, Australien und Neuseeland wachsender Beliebtheit.

### Wettkämpfe

Curlingpartie 1898

Im Jahr 1880 fand ein erstes internationales Curling-Turnier in St. Moritz (Schweiz) statt; 1884 folgte ein Wettkampf zwischen den USA und Kanada.
1959 gab es die erste Weltmeisterschaft (Scotch Cup) der Männer in Falkirk und Edinburgh, an denen nur Männermannschaften teilnahmen. Seit 1979 nehmen auch Frauen-Teams an Weltmeisterschaften teil.

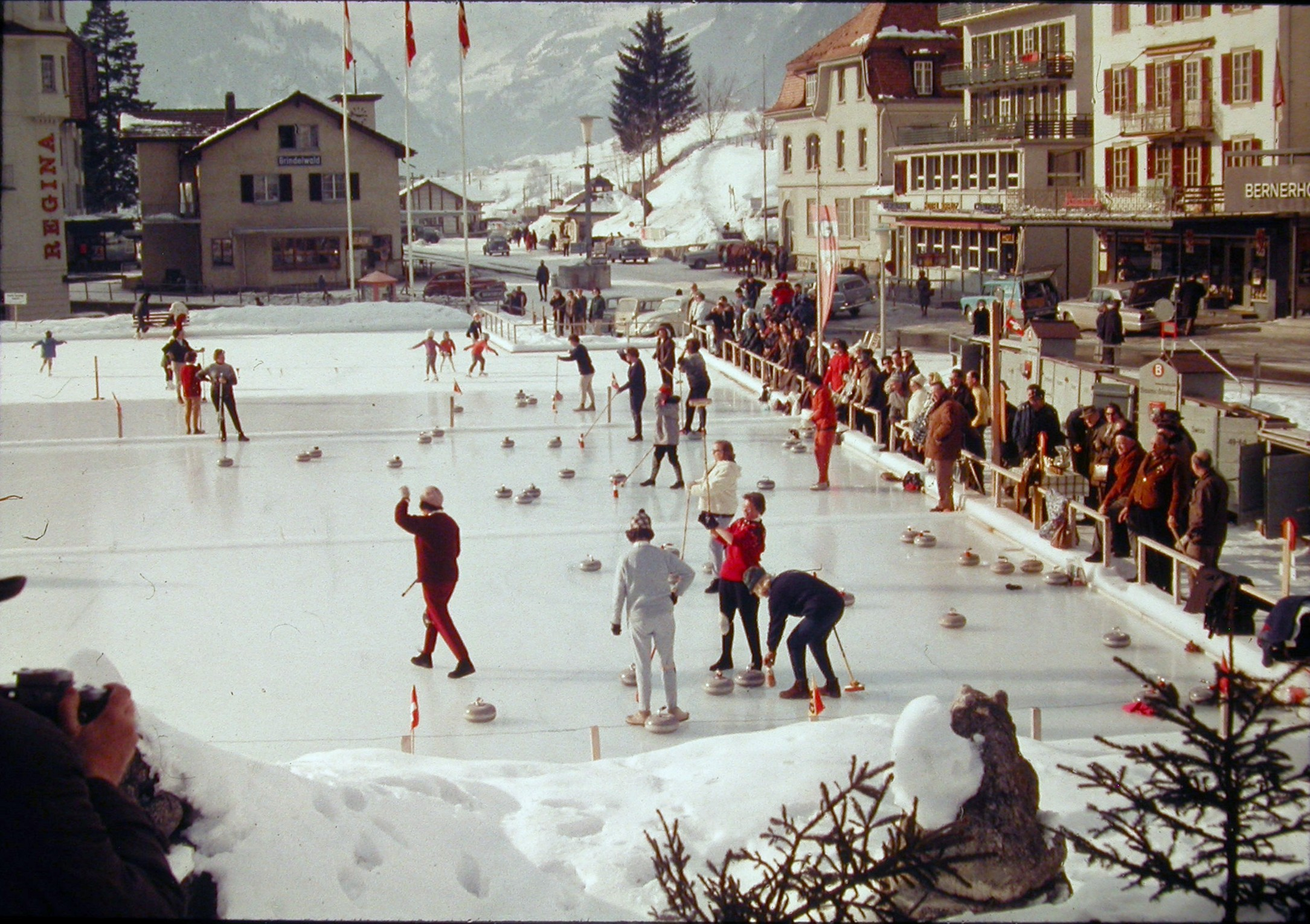
Curlingfeld im Jahr 1965 in Grindelwald – die Häuser sind mit feinen Linien markiert

Im Dezember 1975 fanden im schweizerischen Grindelwald erste Europameisterschaften (EM) statt, an denen 21 Männer- und 18 Frauen-Teams teilnahmen. Die EM zählen seit etwa 1990 gleichzeitig als Qualifikation für die Teilnahme an den Weltmeisterschaften.
Im Jahr 2003 war zu sehen, dass die internationalen Vergleiche auch Namen eines Hauptsponsors tragen dürfen, es gab die La Gruyère-Curling-EM. Die Weltmeisterschaften des Jahres 2005 hießen beispielsweise Ford World Championship.
1966 gründete sich in Vancouver der Weltverband International Curling Federation (ICF), der 1991 in World Curling Federation (WCF) umbenannt wurde. Erst 1979 wurde die Weltmeisterschaft auch für Frauen geöffnet, während die Europameisterschaften seit der Erstausrichtung 1975 für beide Geschlechter offenstehen. Zwischen 1989 und 2004 wurden die Wettbewerbe der Männer und Frauen gleichzeitig ausgetragen, seit 2005 aus kommerziellen und terminlichen Gründen wieder getrennt. Jeweils eine der beiden jährlich ausgetragenen Weltmeisterschaften findet in Kanada statt.
Bereits bei den Olympischen Winterspielen 1924 in Chamonix war ein Curlingturnier ausgetragen worden. Dieses galt aber lange Zeit als Vorführwettbewerb, obwohl damals keine Differenzierung in Demonstrations- und originäre Wettbewerbe erfolgte. Im Februar 2006 entschied das Internationale Olympische Komitee, dass Curling 1924 ein offizieller Wettbewerb gewesen war und erklärte Großbritannien nachträglich zum Olympiasieger. In den Jahren 1932, 1988 und 1992 war Curling Demonstrationswettbewerb ohne offiziellen Status.
Dass Curling eine olympische Sportart wurde, ist nicht zuletzt dem damaligen Präsidenten der World Curling Federation (WCF) Günther Hummelt zu verdanken, unter dessen Amtszeit (1990–2000) Curling als offizielle olympische Wintersportart anerkannt wurde und bei den Olympischen Winterspielen 1998 in Nagano erstmals als 7. olympische Wintersportart dabei war.
Um die Anzahl der teilnehmenden Mannschaften bei den Olympischen Winterspielen überschaubar zu halten und gleichzeitig ein hohes Niveau zu garantieren, werden die Ergebnisse der Weltmeisterschafts-Platzierungen aus den Zwischenjahren addiert. Die besten zehn Frauen- bzw. zwölf Männermannschaften werden zum olympischen Wettbewerb eingeladen.
Seit 1998 wird Curling auch für Rollstuhlfahrer angeboten. 2002 fand die erste Rollstuhlcurling-Weltmeisterschaft statt, und 2004 wurde es in die paralympischen Sportarten aufgenommen. Rollstuhlcurling wird mittlerweile von ca. 25 Nationen gespielt (Stand 2015) und ist von der World Curling Federation (WCF) anerkannt.
Seit den Winterspielen 2018 in Pyeongchang ist ein Gemischtes Doppel (Mixed Doubles) im olympischen Programm, was auf die Initiative der Vorstandsmitglieder des Curling-Weltverbandes unter der schottischen Präsidentin Kate Caithness zurückzuführen ist.

## Verbände
Als oberstes Gremium gibt es die World Curling Federation mit Sitz in Edinburgh, Schottland, die 1966 gegründet wurde. In Deutschland agiert der Deutsche Curling-Verband mit Sitz in Füssen als oberster Verband.

## Spielregeln / Spielprinzip

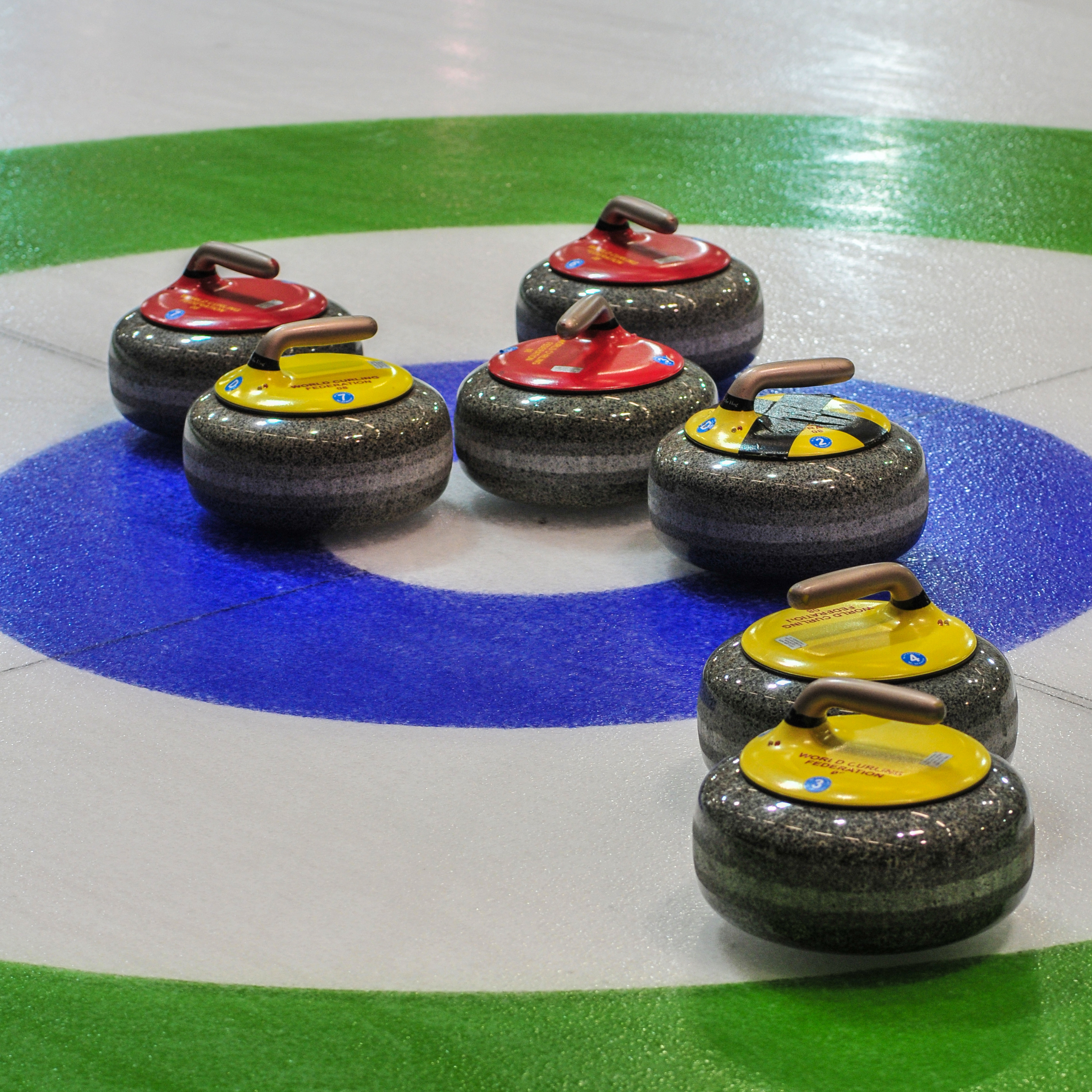
Möglichst viele Steine im Ziel

Es spielen immer zwei Mannschaften mit – von einigen Ausnahmen abgesehen – vier Spielern und einem Ersatzspieler gegeneinander.

### Ziel des Spiels
Ziel des Spiels ist es, bei mehreren Durchgängen, Ends genannt, jeweils möglichst viele eigene Steine näher an eine vorgegebene Zielmarke (Tee, Button oder Dolly genannt) zu platzieren als der nächstgelegene Stein der anderen Mannschaft. Dazu werden diese von einem Ende des langgestreckten Spielfelds aus in Bewegung gesetzt, wobei sich die Mannschaften abwechseln. Die Zielmarke befindet sich am anderen Ende des Feldes im Zentrum eines von konzentrischen Kreisen gebildeten Zielbereichs, welcher Haus genannt wird.

### Grundregel
Jedes End besteht in der Abgabe von acht Steinen pro Mannschaft. Jeder Spieler darf daher hintereinander im Wechsel mit einem Gegenspieler zwei Steine abgeben (setzen). In dieser Reihenfolge werden die Spieler Lead, Zweiter, Dritter und Vierter genannt.

### Spielfeld

Detail des Curling-Spielfelds: Der 12-Fuß-Kreis überlagert die Backline

Das Spielfeld (genannt sheet, engl. ice sheet = „Eisdecke“) ist eine Eisfläche, welche sorgfältig präpariert wird, sodass sie möglichst eben ist. Dadurch sollen sich die Steine mit so wenig Reibung wie möglich fortbewegen. Der Eismeister besprüht die Fläche mit feinen Wassertropfen (genannt pebble, engl. „Geröll“). Aufgrund der Reibung zwischen dem Stein und den Wassertropfen dreht sich der Stein je nach Loslassbewegung nach innen oder außen, d. h., er „curlt“. Die Drehbewegung verändert sich im Verlauf des Spiels, da die Wassertropfen durch das Gleiten der Steine allmählich abgehobelt werden. Das Spielfeld ist sowohl in Längs- als auch Querachse symmetrisch aufgebaut und hat folgendes Aussehen:

1. Das Feld hat standardmäßig eine Länge von 150 Fuß (′) (45,72 m) und eine Breite von maximal 16′ 5 (5,00 m), meistens 16′. Steht nicht ausreichend Platz zur Verfügung, so kann die Länge auf das Minimum von 146′ (44,50 m) und die Breite auf das Minimum von 14 Fuß 6″ (4,42 m) reduziert werden.
2. Auf jeder Hälfte des Spielfelds befinden sich im Eis klar sichtbare allermeist schwarze Linien, von einer Längsseite bis zur anderen:
  1. Die „Teeline“, Strichbreite maximal 1/2 Inch (″) (1,27 cm), 57′ (17,38 m) von der Mitte des Spielfelds entfernt.
  2. Die „Backline“, Strichbreite maximal 1/2″, so platziert, dass der äußere Linienrand 6′ (1,83 m) von der Strichmitte der Teeline entfernt ist.
  3. Die „Hogline“, Strichbreite 4″ (10,16 cm), so platziert, dass der innere (teeseitige) Linienrand 21′ (6,40 m) von der Strichmitte der Teeline entfernt ist.
3. Eine „Centreline“ (Mittellinie), Strichbreite maximal 1/2″, welche die Mitten der Teelines verbindet und diese um jeweils 12′ (3,66 m) in Richtung der Bahnenden überragt.
4. Eine „Hackline“, Strichbreite maximal 1/2″, 1′ 6″ lang, parallel zur Teeline, an jedem Ende der Centreline.
5. Eine „Courtesyline“, Strichbreite maximal 1/2″, 6″ (15,24 cm) lang, platziert 4′ (1,22 m) außerhalb und parallel zu den Hoglines, auf jeder Seite des Felds.
6. Für Austragungen mit Rollstühlen gibt es an jedem Ende des Spielfelds zwei „Wheelchairlines“, eine auf jeder Seite und parallel zur Centreline, von der „Hogline“ zum äußersten Rand des innersten Kreises, mit einem Abstand von 18″ zwischen Centreline und der Außenkante der Strichlinie.
7. An jedem Schnittpunkt von Teeline und Centreline befindet sich ein Mittelloch (Tee). Mit diesem Loch als Mittelpunkt werden an jedem Ende des Spielfelds vier konzentrische Kreise gezogen. Diese haben mit dem Außenrand des äußersten Kreises einen Radius von 6′ (1,83 m), der nächste Kreis einen Radius von 4′ (1,22 m), der nächste Kreis einen Radius von 2′ (0,61 m) und der innerste Kreis hat einen Radius von 6″ (15,24 cm).
8. Auf jeder Hackline werden zwei sogenannte „Hacks“ angebracht, zu beiden Seiten der Centreline, mit dem inneren Rand 3″ (7,62 cm) von der Mitte der Centreline entfernt. Die Breite der Hacks soll 6″ (15,24 cm) nicht überschreiten. Der Hack soll aus geeignetem Material gefertigt sein, und der innere Rand dieses Materials soll auf dem inneren Rand der Hackline platziert werden, sodass der Hack nicht mehr als 8″ (20,32 cm) nach vorne über die Hackline hinausragt. Wird der Hack ins Eis eingelassen, so darf die Tiefe nicht mehr als 1,5″ (3,81 cm) betragen.
9. Die seitliche Begrenzung des Spielfelds wird meistens durch die Seitenbande realisiert, bei einfachen Anlagen auch durch Seitenlinien.

Die vom Kreis mit dem Radius von 6′ umschlossene Fläche wird „Haus“ genannt. Die Fläche zwischen zielseitiger Hogline und der Teeline bildet, soweit sie nicht zum Haus gehört, die Free Guard Zone (FGZ).

### Steine

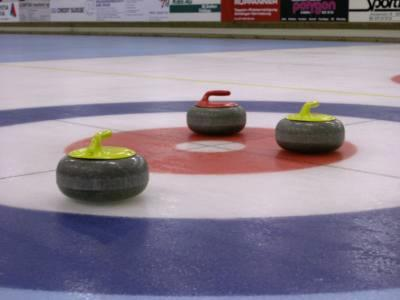
Curling-Steine im Haus

Die Steine (engl. rocks oder loofies) haben eine runde geschliffene Form, bestehen meistens aus porenarmen Natursteinen und haben einen Griff. Durch die konkave Unterseite ist die Lauffläche nur ein Ring mit circa 6 bis 13 mm Breite und 130 mm Durchmesser. Während des Gleitens über dem Eis sammelt sich eine dünne Wasserschicht an diesem Ring an. Diese ist aufgrund der Rotation des Steins um die eigene Achse und des durch das Abbremsen des Steins hervorgerufenen höheren Drucks an der Vorderseite des Steins größer. Dadurch wird die Reibung vorne verringert, was zu einer Krümmung der Laufbahn führt.
Der Stein wird bei der Abgabe in eine langsame Drehbewegung versetzt, den curl, wodurch er nicht gerade läuft, sondern eine parabelförmige Kurve beschreibt. Dadurch ist es möglich, einen gegnerischen Stein zu umspielen. Der Radius der Kurve kann durch Wischen mit einem Curlingbesen beeinflusst werden. Wird vor einem Stein gewischt, während er in Bewegung ist, vergrößert sich der Kurvenradius, und der Stein läuft eher gerade. Das Wischen beeinflusst auch die Laufzeit eines Steins. Ein gewischter Stein verliert weniger schnell an Tempo und legt dadurch eine größere Strecke zurück.
Moderne Steine werden aus zwei Einzelteilen gefertigt, wobei jener Teil, der auf dem Eis gleitet, aus höherwertigem Material hergestellt ist. Hergestellt werden die meisten Wettkampfsteine seit 1876 durch eine schottische Firma in Ayrshire, das Rohmaterial (Felsstücke) kommt von der nahe gelegenen Insel Ailsa Craig. Diese Steine sind auch unter der Handelsbezeichnung Ailsite bekannt. Wegen ihrer Seltenheit können derartige Curlingsteine bis zu 1300 Euro kosten. Viele Curlingclubs verwenden Steine geringerer Qualität, die ab ca. 450 Euro erhältlich sind. Die Steine, die bei den Olympischen Winterspielen 2006 zum Einsatz kamen, stammten aus dem Steinbruch Garn For auf der Lleyn-Halbinsel im Nordwesten von Wales.
Die Steine und deren Abgabe unterliegen den folgenden Regeln:
1. Kreisrunde Form, Umfang maximal 36″ (91,44 cm), Höhe mindestens 4,5″ (11,43 cm) und ein Gesamtgewicht zwischen 38 Pfund (US) (17,24 kg) und 44 US-Pfund (19,96 kg).
2. Jedes Team benutzt ein Set von acht Steinen mit gleicher Grifffarbe und einer individuellen Markierung. Wird ein Stein unbrauchbar, so kann ein Ersatzstein genommen werden, steht keiner zur Verfügung, so darf ein bereits aus dem Spiel genommener Stein erneut verwendet werden.
3. Bricht ein Stein, während er gespielt wird, so entscheiden beide Teams im Sinne des Spirits of Curling, wo der Ersatzstein platziert werden soll. Kann keine Einigung erzielt werden, wird das End wiederholt.
4. Wenn ein in Bewegung befindlicher Stein sich überschlägt oder auf dem Kopf liegen bleibt, muss er aus dem Spiel genommen werden.
5. Löst sich beim Spielen eines Steins der Griff, so kann der Abgebende entscheiden, ob der Stein gültig ist oder ob er einen Ersatzstein spielen will, sobald bewegte Steine zurückplatziert wurden.
6. Ein abgegebener Stein wird aus dem Spiel genommen, wenn er
  1. bei Stillstand nicht komplett den entfernten Rand der Hogline der Zielseite überquert hat, es sei denn, er touchiert einen anderen (also knapp hinter der Hogline stehenden) Stein. In diesem Fall bleibt er im Spiel.
  2. den hinteren Rand der Backline komplett kreuzt.
  3. die Seitenbande berührt.
  4. bei der Abgabe erst losgelassen wird, nachdem er bereits die Hogline der Abgabeseite zu queren begonnen hat. Damit dieser Regelverstoß zweifelsfrei festgestellt werden kann, befinden sich zwei LEDs auf jedem Stein. Bei einer korrekten Abgabe leuchten beide grün. Sollte der Stein erst nach der Hogline losgelassen worden sein, leuchten beide rot.
7. Messungen dürfen an Steinen bis zum Stillstand des letzten Steins nur per Augenschein vorgenommen werden. Davon ausgenommen sind Messungen, um festzustellen, ob ein Stein im Spiel bleibt oder (vor dem zweiten, dritten oder vierten Stein), ob er in der Free Guard Zone steht.

Aus dieser Regelung und den Spielfeldmaßen ergibt sich, dass jeder abgegebene Stein mindestens eine Strecke von ca. 74 Fuß (ca. 22,5 m) frei gleiten muss, um gültig zu sein. 

### Spieler
Ein Team besteht aus vier Spielern. Jeder Spieler spielt, abwechselnd mit einem Gegenspieler, zwei Steine in durchgehender Reihenfolge.
Ein Team legt vor Beginn eines Spiels die Reihenfolge fest, in der die Spieler die Steine spielen. Die vier Spieler eines Teams werden demgemäß als Lead (Erster), Second (Zweiter), Third (Dritter) und Fourth (Vierter) genannt. Außerdem müssen der Skip (Kapitän) und ein Vizeskip benannt werden. Diese Reihenfolge muss während des ganzen Spiels beibehalten werden.

#### Lead
Der Lead spielt die beiden ersten Steine in einem End. Die Aufgabe des Lead ist es, die Steine zu Beginn eines Ends möglichst gut zu platzieren. Häufig spielt der Lead seine Steine vor das Haus und errichtet so ein Hindernis für den Gegner. Liegt das Hindernis nahe der Centreline, spricht man von einem center guard. Liegt der Stein seitlich vor dem Haus, ist von einem corner guard die Rede.
Auch wischt der Lead, nachdem er seine Steine abgespielt hat, die Steine seiner Mitspieler.

#### Second
Der Second spielt den dritten und vierten Stein des Teams. Seine Hauptaufgabe ist das Wegspielen (take-out) gegnerischer Steine. Zusätzlich wischt er die Steine seiner Mitspieler.

#### Third
Der Third spielt die fünften und sechsten Steine des Teams. Nach jedem End müssen die beiden Thirds eine Einigung darüber erzielen, welches Team wie viele Punkte erzielt hat. Bei Meinungsverschiedenheiten oder Unklarheiten können die Thirds den Abstand der Steine zum Zentrum mithilfe eines Messgerätes messen, um den näher liegenden Stein zu ermitteln. Bei großen Turnieren übernimmt diese Aufgabe ein Schiedsrichter. Bei wichtigen Turnieren wird das Festhalten des Spielstands auf der Punktetafel einem Offiziellen überlassen, ansonsten übernimmt der Third diese Aufgabe.

#### Fourth
Der Fourth spielt die beiden letzten Steine. Diese Aufgabe ist besonders anspruchsvoll und wird meist vom Skip wahrgenommen.

#### Skip
Der Skip ist der Kapitän der Mannschaft und legt die Spieltaktik fest. Er zeigt mit dem Besen auf jenen Punkt, wohin die übrigen Spieler zielen sollen (calling). Der Skip selbst wischt nur selten, es sei denn, der Stein bewegt sich im Haus oder hinter der Teeline. Der Skip ist verpflichtet, außerhalb der unmittelbaren Spielzone zu stehen, wenn das andere Team seine Steine spielt, doch er kann deren Steine hinter der Teeline wegwischen, falls er dies für vorteilhaft hält. Gemäß internationalen Spielregeln ist es nur dem Skip und Vizeskip erlaubt, hinter der Teeline die Steine des Gegners wegzuwischen.
Üblicherweise spielt der Skip an der vierten Position, also die beiden letzten Steine seines Teams in einem End, er kann seine Position aber auch mit jedem anderen Mitspieler tauschen. Die Mannschaft wird oft nach dem Skip benannt, also z. B. „Team Müller“. Ausnahmen sind internationale Turniere, bei denen für eine Nation gespielt wird, oder nationale Meisterschaften, bei denen das Team den Namen des Klubs trägt, für den es antritt.

#### Vizeskip
Der Vizeskip unterstützt den Skip bei dessen Aufgaben. Wenn der Skip die Steine abspielt, übernimmt er das Anzeigen des Ziels. In der Regel spielt er an dritter Position.

#### Fehlende Spieler
Für den Fall, dass Spieler ganz oder teilweise ausfallen, gibt es folgende Regelung:
1. Fehlt ein Spieler zu Beginn des Spiels, so kann das Team entweder das Spiel mit drei Spielern beginnen, wobei die ersten beiden Spieler drei Steine spielen, der dritte zwei und ein evtl. später eintreffender vierter Spieler zu Beginn eines Ends an seiner Position einsteigen kann, oder das Spiel kann mit einem qualifizierten Ersatzspieler beginnen.
2. Kann ein Spieler das Spiel nicht mehr fortsetzen, so kann das Team entweder das Spiel zu dritt fortsetzen, wobei der Spieler einmal wieder an seine Position zurückkehren kann, oder das Spiel zu Beginn eines Ends mit einem qualifizierten Ersatzspieler fortsetzen. In diesem Fall kann die Rotationsfolge der Spieler, der Skip und der Vizeskip geändert werden.
3. Ein Team darf nicht weniger als drei Spieler haben, und alle Spieler müssen in einem End alle ihre Steine abspielen.
4. Ein Team darf pro Spiel nur einen Ersatzspieler benennen.
5. Ist ein Spieler nach dem Abspielen seines ersten Steins nicht mehr in der Lage, den zweiten Stein zu spielen, so gilt für die übrigen drei Spieler folgendes Vorgehen: Ist der Spieler der
  1. erste Spieler, so spielt der zweite Spieler den Stein.
  2. zweite Spieler, so spielt der erste Spieler den Stein.
  3. dritte Spieler, so spielt der zweite Spieler den Stein.
  4. vierte Spieler, so spielt der dritte Spieler den Stein.
6. Ist ein Spieler während eines End gar nicht in der Lage, einen Stein zu spielen, so gilt für die übrigen drei Spieler folgendes Vorgehen: Ist der Spieler der
  1. erste Spieler, so spielt der zweite Spieler drei Steine, dann spielt der dritte Spieler drei Steine und der vierte Spieler spielt die letzten beiden Steine.
  2. zweite Spieler, so spielt der erste Spieler drei Steine, dann spielt der dritte Spieler drei Steine und der vierte Spieler spielt die letzten beiden Steine.
  3. dritte Spieler, so spielt der erste Spieler den ersten Stein des dritten Spielers, dann der zweite Spieler den zweiten Stein des dritten Spielers und der vierte Spieler spielt dann die letzten beiden Steine.
  4. vierte Spieler, so spielt der zweite Spieler den ersten Stein des vierten Spielers, und dann der dritte Spieler den zweiten Stein des vierten Spielers.

### Abspielen eines Steins
Beim Abspielen eines Steins wird dieser vom Spieler im Abgabebereich mit der Hand nach vorne beschleunigt. Dabei kann er sich von im Spielfeld eingelassenen Widerlagern, den „Hacks“, abstoßen. Die Bewegung muss vor der Teeline der Abspielseite beginnen und kontinuierlich in Richtung Ziel erfolgen. Der abgegebene Stein muss losgelassen werden, bevor er die Hogline der Abspielseite überquert, und er muss mindestens in vollem Umfang bis hinter die zielseitige Hogline gleiten. Eine dem Stein mit auf den Weg gegebene Drehbewegung ermöglicht eine gebogene Gleitlinie.

### Free Guard Zone
Der Bereich zwischen zielseitiger Hogline und Haus ist die Free Guard Zone. Dort platzierte Steine dürfen frühestens mit dem dritten Stein einer Mannschaft herausgefegt werden. Geschieht dies vorher unabsichtlich, so darf der Stein wieder an die alte Stelle gelegt werden. Diese Regel soll verhindern, dass eine einmal in Führung liegende Mannschaft besonders leicht durch permanentes „Leerfegen“ des Spielfelds aller weiteren Ends das Aufholen der Gegenmannschaft verhindert.

### Wischen

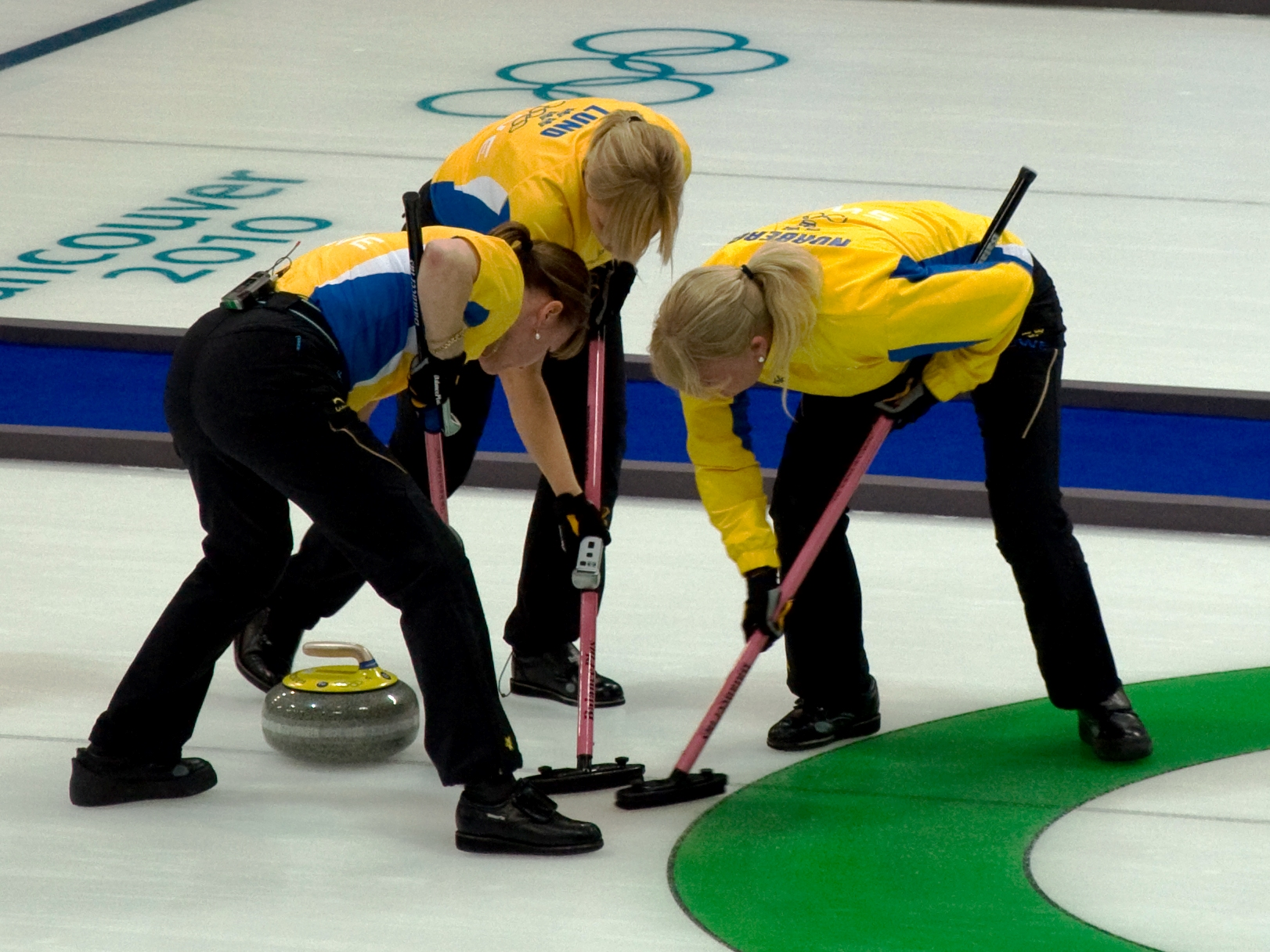
Das schwedische Team versucht bei den Olympischen Winterspielen 2010 durch Wischen den Weg des Steins zu verlängern

Durch das Wischen des Eises vor einem Stein mit einem Besen werden die Krümmung seiner Bahn und das Bremsen des Steines verringert. Das Wischen ist die einzige Möglichkeit, den Lauf des Steins zu beeinflussen. Sobald der Stein abgespielt worden ist, darf er nicht mehr berührt werden, auch nicht vom Besen. Wird ein Stein berührt, „verbrennt“ er, und der Skip der gegnerischen Mannschaft darf verlangen, dass er entfernt wird.

### Gleiten des Steins
Ein in Bewegung versetzter Stein darf nicht mehr berührt werden. Weil zwischen den Hoglines kein Stein liegen darf, kann der abgegebene Stein diese Strecke ohne Hindernisse durchgleiten. Die dafür benötigte Zeitspanne wird als Maß für die Geschwindigkeit des Spielzugs genutzt. Die abspielende Mannschaft darf das Verhalten des gleitenden Steins durch Wischen der Eisfläche vor dem Stein beeinflussen. Gleitet der Stein über die Teeline hinaus, so darf sein Verhalten vom Skip der Gegenmannschaft durch Wischen beeinflusst werden.

### Spielzüge
Beim Spielen eines Steins kann der Spieler nicht nur versuchen, seinen Stein optimal zu platzieren (setzen), sondern auch Steine der Gegenmannschaft aus dem Spiel zu befördern.

### Gültigkeit
Ein Stein ist ungültig und aus dem Spiel, wenn er:
- bei der Abgabe beim Überqueren der abspielseitigen Hogline noch von der Hand berührt wird.
- bei der Abgabe zumindest teilweise auf oder vor der zielseitigen Hogline zum Stehen kommt.
- bei der Abgabe oder im späteren Verlauf des Ends an die Seitenbande stößt oder über eine Seitenlinie gleitet.
- bei der Abgabe oder im späteren Verlauf des Ends vollständig über die hinter dem Zielbereich liegende Backline gleitet.
- sich bei der Abgabe überschlägt oder auf der Seite rollt.
- diverse Berührungen erfährt (siehe weiter unten).

Ungültige Steine werden sofort aus dem Spiel genommen, ohne das Ende seiner Bewegung abzuwarten. Damit soll z. B. verhindert werden, dass ein von der Seitenbande abprallender Stein an einen anderen Stein anstößt und damit noch weitere Auswirkung hat.

### Punktezählung
Sobald alle Steine in einem End gespielt worden sind, wird das Resultat wie folgt ermittelt: Es wird gezählt, welche Mannschaft einen oder mehrere Steine näher am Zentrum liegen hat als der zentrumsnächste Stein der anderen Mannschaft. Hierbei werden nur Steine gezählt, welche zumindest teilweise im Haus liegen. Gibt es im ganzen Haus keinen einzigen Stein, so bekommt keine Mannschaft einen Punkt. Ist mit bloßem Auge nicht erkennbar, welcher von mehreren Steinen näher am Ziel liegt, so kommt ein zirkelähnliches Hilfsmittel zum Einsatz. Während des Ends darf es nicht benutzt werden. Anschließend wird in Richtung des entgegengesetzten Hauses weitergespielt.

### Berühren oder Verschieben der Steine
Als Berührungen oder Verschiebungen eines Steins gelten sowohl direkte, meist durch einen Fuß vorgenommene Einflüsse, als auch solche, die durch Kleidung, Besen oder andere Ausrüstungsteile erfolgen.
Berühren eines sich noch bewegenden Steins
1. Wird ein gleitender Stein von einem Mitglied des gerade abspielenden Teams berührt, bevor er die Hogline an der Zielseite überquert hat, so wird dieser Stein sofort aus dem Spiel genommen.
2. Erfolgt die Berührung erst nach der Überquerung der Hogline, entscheidet der gegnerische Skip, wie vorgegangen wird:
  1. den berührten Stein aus dem Spiel nehmen und alle anderen verschobenen Steine wieder an ihre ursprüngliche Position zurücklegen,
  2. den berührten Stein dorthin legen, wo er seiner Meinung nach ohne Berührung zum Stehen gekommen wäre, und andere Steine so platzieren, wo sie seiner Meinung nach durch Abstoßen gelandet wären, wenn der gleitende Stein nicht berührt worden wäre.
  3. alle Steine auf der Position belassen, wie sie zur Ruhe gekommen sind.
3. Wird ein gleitender Stein von einem Mitglied des gerade nicht abspielenden Teams berührt, so kann der Skip der abspielenden Mannschaft den Stein dort platzieren, wo er seiner Meinung nach zum Stillstand gekommen wäre.

Allgemein hat also der Skip des Teams, das den Regelverstoß nicht begangen hat, die Wahl zwischen dem Herausnehmen des berührten Steins und Rückplatzierung anderer Steine oder die Folgen der Berührung so zu belassen, wie sie sind.
Verschieben ruhender Steine
1. Wird ein ruhender Stein, der Einfluss auf einen gerade gleitenden Stein gehabt hätte, von einem Mitglied des gerade abspielenden Teams verschoben, so kann der gegnerische Skip nach dem Stillstand aller Steine entscheiden, ob
  1. der gleitende Stein entfernt wird und beeinflusste Steine zurückgelegt werden oder
  2. das Ergebnis der Verschiebung anerkannt und alles belassen wird, wie es zum Stillstand kam.
2. Wird ein ruhender Stein, der keinen Einfluss auf einen gerade gleitenden Stein gehabt hätte, von einem Mitglied des gerade abspielenden Teams verschoben, so kann der gegnerische Skip den Stein zurücklegen.
3. Wird ein ruhender Stein von einem Mitglied des gerade nicht abspielenden Teams verschoben, so gelten diese Möglichkeiten sinngemäß für den Skip der abspielenden Mannschaft.

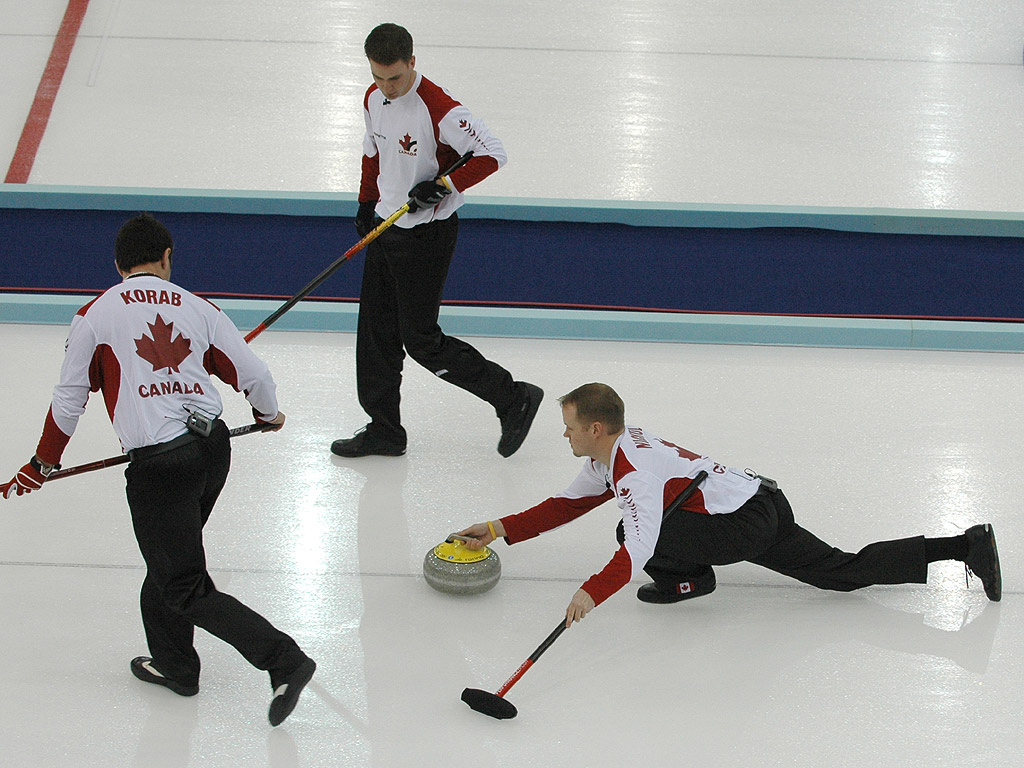
Olympische Winterspiele 2006, Steinabgabe des kanadischen Teams

### Recht des letzten Steins
Fundamental wichtig ist das Recht des letzten Steins; dieses ermöglicht es einem Team, am Schluss wenigstens noch einen Stein (einen Punkt) oder (besser) einen zusätzlichen Stein zu schreiben. Das Recht des letzten Steins wird auch als Hammer bezeichnet. Vor dem Spiel wird dieses Recht für das erste End ausgelost (bei großen Turnieren jedoch festgelegt). Im weiteren Spielverlauf hat immer diejenige Mannschaft das Recht des letzten Steins, die das vorherige End verloren hat. Bei einem Nuller-End, also wenn keine Mannschaft Punkte gemacht hat und das Haus leer geblieben ist, wird das Recht des letzten Steins nicht gewechselt. Macht ein Team einen Punkt, obwohl es nicht den letzten Stein hatte, spricht man von einem gestohlenen End (steal).
Wenn das Haus am Schluss eines Ends leer ist, spricht man von einem Nuller-End. Das ist viel häufiger Strategie als bloß Zufall. Da das Minimum, um das Recht des letzten Steins zu verlieren, ein Punkt ist, will das Team mit dem letzten Stein möglichst zwei oder mehr Punkte schreiben. So verzichtet dieses Team lieber auf den einzigen noch möglichen Punkt und versucht, das Haus ganz leerzumachen, um das Recht des letzten Steins zu behalten. Gelingt dies, endet das End mit 0:0.

### Spieldauer

#### Klassische Zeitmessung
Ein Spiel (match) dauert bei großen Turnieren in der Regel zehn Ends. Bei kleineren Wettbewerben sind auch acht Ends üblich. Steht das Spiel am Ende unentschieden, werden so lange Zusatzends gespielt, bis eine Entscheidung herbeigeführt werden konnte. Sieht ein Team keine Möglichkeit mehr, das Spiel zu gewinnen, so kann es dieses aufgeben, falls mindestens sechs Ends absolviert worden sind. Um zehn Ends zu spielen, erhält jede Mannschaft 75 Minuten Zeit (73 Minuten für das Spielen selbst und zweimal eine Minute für Time-outs). Für ein Zusatzend stehen jedem Team 11 Minuten (davon eine Minute für eine zusätzliche Auszeit) zur Verfügung. Überschreitet eine Mannschaft diese Zeit, verliert sie automatisch – selbst wenn sie in Führung liegt.

#### Thinking Time
Zu den Europameisterschaften 2014 führte der WCF erstmals die sogenannte Thinking Time ein. Mit dieser Regel hat nun jedes Team 38 Minuten (30 Minuten bei 8 End Spielen) zum Überlegen zur Verfügung. Die Zeit wird angehalten, sobald der Spielstein die T-Line am Abgabeend überquert hat. Dies hat zur Folge, dass Teams, die viele langsame Steine (Draws und Guards) spielen, keinen Nachteil gegenüber Teams haben, die schnelle Steine (Take-Outs) spielen.

### Gemischtes Doppel
Das Gemischte Doppel hat leicht angepasste Regeln. Ein Team besteht aus zwei Spielern, einer Frau und einem Mann. Die Spiele gehen über 8 Sätze (Ends). Jedes Team spielt 5 Steine pro Satz.
Zu Beginn jedes Satzes platziert das startende Team einen sechsten Stein entweder auf Position A oder B. Der Stein des anderen Teams kommt dann auf die verbleibende Position (A oder B).
Die Positionen A und B sind wie folgt definiert:
- Position A: Der Stein wird zentral auf der Mittellinie platziert, entweder vor oder hinter drei vordefinierten Punkten. Diese Punkte befinden sich auf der Mittellinie an den folgenden Stellen:
  1. In der Mitte zwischen Hogline und Haus.
  2. Drei Fuß (0,915 m) von der Mitte in Richtung Haus.
  3. Drei Fuß (0,915 m) von der Mitte in Richtung Hogline.
  Die genaue Platzierung auf Position A wird von den Teams vor Spielbeginn festgelegt, abhängig von den Eisbedingungen.
- Position B: Der Stein liegt zentral auf der Mittellinie, direkt hinter der Teeline.
Das Team, dessen Stein auf Position A (vor dem Haus) platziert wurde, spielt den ersten Stein des Satzes. Das Team, dessen Stein auf Position B (im Haus) platziert wurde, spielt den letzten Stein des Satzes. Nach dem ersten Satz hat das Team, das im vorherigen Satz keine Punkte erzielt hat, das Recht zur Platzierung. Bei einem Satz ohne Punkte (Nuller-End) erhält das Team, das in diesem Nuller-End den ersten Stein gespielt hat, das Platzierungsrecht.
Vor dem 4. Stein des Satzes darf kein im Spiel befindlicher Stein aus dem Spielfeld befördert werden.
Einmal pro Match kann ein Team eine Joker-Situation (Power Play) verlangen. In diesem Fall werden die platzierten Steine nicht auf der Mittellinie, sondern seitlich aufgestellt.

## Ausrüstung

### Besen

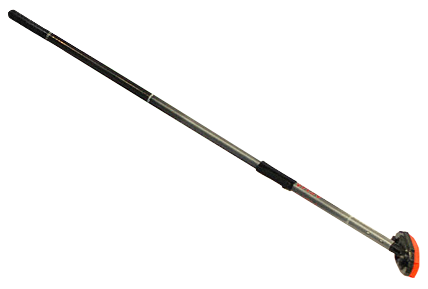
Curlingbesen

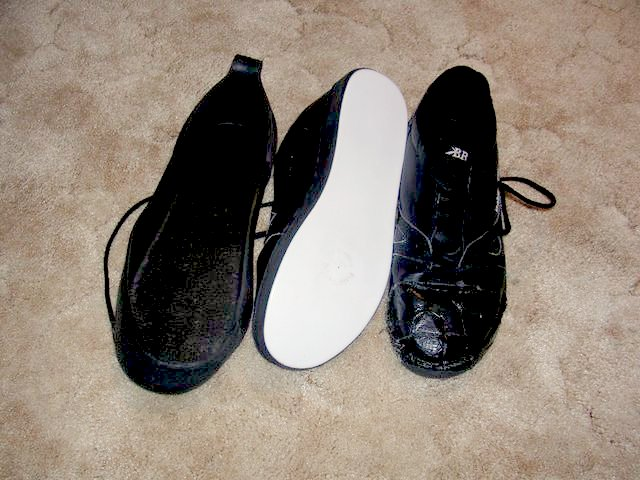
Gripper (links), Slider (Mitte) und Schuh mit aufgerauter Sohle (rechts)

Der Besen wird dazu verwendet, die Eisoberfläche vor dem Stein zu wischen. Heftiges Wischen erwärmt das Eis und taut es kurzfristig an. Auf dem dadurch entstehenden Wasserfilm rutscht der Stein schneller und weiter. Auch wird dessen Lauf begradigt. Der Besen kann auch dazu verwendet werden, das Eis von Schmutz zu befreien. Darüber hinaus zeigt der Skip mit dem Besen an, wohin seine Mitspieler mit dem Stein zielen sollen.
Der Besen diente einst dazu, das Eis frei von Schnee, Ästen oder Laub zu halten, da Curling ursprünglich im Freien gespielt wurde. Die früher üblichen kanadischen Strohbesen wurden zunächst durch Rosshaarbesen und später zunehmend durch Kissenbesen ersetzt. Diese besitzen Stoff- oder Kunststoffkissen anstelle von Haaren und haben eine höhere Wischeffizienz. Außerdem können hier auch keine Haare verloren gehen, die den Lauf der Steine ungewollt beeinflussen. Des Weiteren wird der Besen als Balancierhilfe bei der Sliding Delivery (Steinabgabe) benutzt.

### Schuhe
Während des Spiels tragen die Curler spezielle Schuhe. Die Sohle des einen Schuhs besitzt eine dünne Schicht aus Teflon oder einem anderen Material mit glatter Oberfläche. Dieser slider (Gleiter) wird verwendet, wenn der Spieler sich vom Hack abstößt, um den Stein abzuspielen. Linkshänder tragen diesen Schuh an ihrem rechten Fuß, Rechtshänder am linken Fuß. Manche Spieler befestigen während des Wischens eine Gummisohle unter der glatten Schuhsohle, um nicht auszurutschen (anti-slider). Preisgünstige Slider können mit einem elastischen Band an ganz gewöhnlichen Schuhen befestigt werden.
Der andere Schuh besitzt an der Sohle eine dünne Schicht aus aufgerautem Gummi, um die Haftung auf dem Eis zu erhöhen.

## Sonstige Begriffe, Bezeichnungen, Besonderheiten

### Bezeichnung der Steine

Cornerguards (rot) und Centerguards (gelb)

- Der dem Teepoint nächstgelegene und noch im Haus liegende Stein „liegt shot“. Nur die Mannschaft mit einem shot liegenden Stein bekommt für ein End Punkt(e).
- Zu den Taktiken während des Spiels gehören das Schützen von im Haus befindlichen eigenen Steinen durch andere, ggf. auch gegnerische Steine. Ein derartiger Stein heißt „Guard“. Dabei wird zwischen einem in der Nähe der Centreline liegenden Centerguard und einem etwas weiter seitlich, aber noch vor dem Haus liegenden „Cornerguard“ unterschieden.
- Der gerade gespielte Stein heißt Shooter.

### Bezeichnung Spielzüge

Zwei Möglichkeiten, den letzten Stein so zu platzieren, dass das End doch noch gewonnen wird: Links ein Draw, rechts ein Hit and roll

- Bump: Das Anstoßen der Steine, um deren Position auf dem Feld zu verändern.
- Take-out: Das Anstoßen der Steine, um diese aus dem Spiel zu nehmen.
- Draw: Ein Stein, der im Haus liegen bleibt, ohne einen anderen Stein zu berühren.
- Peel: Wenn sowohl ein anvisierter Stein als auch der soeben abgespielte Stein das Haus verlassen.
- Freeze: Ein Stein, der leicht gegen einen anderen Stein anstößt und dadurch direkt davor im Haus liegen bleibt, was es sehr schwer macht, ihn zu entfernen.
- Hit and roll: Das Anstoßen eines im Haus liegenden Steins derart, dass der gespielte Stein in Richtung Ziel abprallt und shot liegen bleibt.

### Rekorde
- Ein spezieller Guinness-Rekord wurde aus dem schweizerischen Arosa berichtet, als im März 2000 ein Curling„stein“ von 22 m Höhe und 25 m Umfang aus 7000 m³ Schnee und Eis gefertigt wurde.[13]
- Der Kanadier Eddie Kulbacki schob am 29. Januar 1989 in Park Lake auf einer speziell präparierten Eisfläche einen normalen ca. 20-kg-Stein 175,66 m weit.[14]

## Spielkultur
Curling war lange Zeit ein reiner Amateursport. Mittlerweile ist es zu einer Professionalisierung gekommen. Etliche der internationalen Top-Teams üben den Sport heute während der Saison hauptberuflich aus. Die Curlerinnen des deutschen Damennationalteams um Skip Daniela Jentsch sind Sportsoldaten und finanzieren sich über Sponsoren. Weil beim Curling Fähigkeiten wie Genauigkeit, taktisches Geschick, spielerisches Können und Erfahrung weitaus wichtiger sind als die sonst üblichen sportlichen Voraussetzungen wie Geschwindigkeit, Ausdauer und Stärke, sind die meisten international erfolgreichen Curler bedeutend älter als andere Spitzensportler. Dennoch gibt es auch junge erfolgreiche Teams. In Kanada werden auch Finalspiele von Juniorenmeisterschaften im Fernsehen übertragen.
Mehr noch als bei anderen Mannschaftssportarten ist das sportliche, faire Verhalten ein integraler Bestandteil des Curlings. Sich nach einem Fehler des Gegners zu freuen, was in anderen Sportarten durchaus üblich sein kann, wird beim Curling missbilligt. Selbst auf internationaler Ebene wird von einem Spieler erwartet, selbst auf seinen eigenen regelwidrig gespielten Stein hinzuweisen und dies dem gegnerischen Skip mitzuteilen. Darüber hinaus ist es Brauch, dass die Siegermannschaft nach dem Spiel den Unterlegenen einen Drink spendiert.

## Wettbewerbe
Internationale Wettbewerbe finden seit 1959 statt und werden seitdem jährlich ausgetragen. Das Spielsystem bei internationalen Wettkämpfen besteht aus einem Round-Robin-Verfahren, in der jede Nation gegen alle anderen spielt. Für jeden Sieg gibt es einen Punkt. Anschließend wird eine Gesamtrangliste erstellt, meist kommen die ersten vier Mannschaften in die Finals. Haben zwei oder mehr Mannschaften gleich viele Punkte erreicht, gibt es zwei Möglichkeiten: Handelt es sich um Halbfinal-Qualifikationsplätze, werden zusätzliche Spiele zwischen den punktgleichen Mannschaften ausgetragen (Tie-Breaks), ansonsten zählt der direkte Vergleich.
Bei den Weltmeisterschaften 2005 wurde das sogenannte Page-Playoff-System eingeführt, um die Finalteilnehmer zu ermitteln. Dabei spielt der Erste der Rangliste im ersten Halbfinale gegen den Zweiten und der Dritte im zweiten Halbfinale gegen den Vierten. Der Sieger des ersten Halbfinales ist direkt für das Finale qualifiziert, der Verlierer spielt gegen den Sieger aus dem zweiten Halbfinale um den verbleibenden Finalplatz.
1959 fand in Schottland mit dem Scotch Cup zum ersten Mal der Vorläufer der heutigen Curling-Weltmeisterschaft statt. Dabei handelte es sich um einen Länderkampf zwischen Schottland und Kanada, welchen die Kanadier mit 5:0 Siegen klar für sich entschieden. Ab 1961 nahmen immer mehr Länder am Scotch Cup teil, wodurch das Turnier den Charakter einer Weltmeisterschaft erhielt. Deutschland nahm zum ersten Mal 1967 am Scotch Cup teil und wurde Letzter.
1968 erhielt der Scotch Cup den Status einer offiziellen Curling-Weltmeisterschaft. Die ersten Weltmeisterschaften der Damen fanden 1979 statt und wurden bis 1988 getrennt von der Herren-WM ausgetragen. Seit 2005 finden die Wettbewerbe der Herren und Damen wieder getrennt statt. Die ersten Europameisterschaften wurden 1975 ausgetragen.
Wichtige Turniere
| - Curling bei den Olympischen Winterspielen (offiziell 1924 und seit 1998, als Demonstrationssportart 1932, 1988 und 1992) - Curling-Weltmeisterschaft der Herren - Curling-Weltmeisterschaft der Damen - Curling-Juniorenweltmeisterschaften - Curling-Seniorenweltmeisterschaften - Rollstuhlcurling-Weltmeisterschaft - Curling-Mixed-Doubles-Weltmeisterschaft - Curling-Mixed-Weltmeisterschaft - Curling World Cup | - Curling-Europameisterschaft - Curling-Junioreneuropameisterschaft - Curling-Mixed-Europameisterschaft - Curling-Pan-Kontinentalmeisterschaft - Curling-Pazifik-Asienmeisterschaften - Curling-Juniorenpazifikmeisterschaft - Curling-Continental-Cup (Duell zwischen Nordamerika und dem Rest der Welt) - Tournament of Hearts (kanadische Landesmeisterschaft der Damen) - The Brier (kanadische Landesmeisterschaft der Herren) |

## Deutschland
Die Männer wurden bereits sechsmal Europameister und gewannen jeweils fünfmal Silber und Bronze bei Weltmeisterschaften. Die Frauen um Andrea Schöpp wurden zweimal Weltmeister und siebenmal Europameister, wovon sechs Titel ebenfalls mit Andrea Schöpp als Skip zustande kamen.

## Schweiz
Schweizer Curler gehören seit Gründung der World Curling Federation zur Weltspitze. Nach den Erfolgen an verschiedenen Weltmeisterschaften und bei Olympischen Spielen brach in der Schweiz ein wahrer Curling-Boom aus. In der Schweiz gibt es ungefähr 8000 aktive Curler. Die Schweiz ist somit das Land mit den drittmeisten Curlingspielern. Nur in Schottland (ca. 15.000) und in Kanada (ca. 800.000) ist Curling weiter verbreitet.
Die Männer wurden zweimal Olympiasieger, dreimal Weltmeister und achtmal Europameister. Die Frauen wurden neunmal Weltmeister, davon dreimal hintereinander von 2014 bis 2016 sowie dreimal hintereinander von 2019 bis 2022 (2020 fand pandemiebedingt keine Weltmeisterschaft statt) und sechsmal Europameister.
Trotzdem zählt Curling in der Schweiz trotz der internationalen Erfolge immer noch zu den Randsportarten, und so arbeiten bekannte Curlerinnen wie etwa Weltmeisterin Alina Pätz neben dem Sport noch in einen Nebenjob. Pätz arbeitet zu 60 % bei einer Sportagentur. Olympiasiegerin Silvana Tirinzoni arbeitete Jahrelang bei einer Bank. Sven Michel etwa arbeitet als Maurer.

## Österreich
Auch Österreich hat schon an Welt- und Europameisterschaften teilgenommen. Die besten Platzierungen waren dreimal ein siebter Platz bei den Frauen sowie der Sieg der B-Europameisterschaft 2004 und 2006 und ein siebenter Platz bei den Männern und ebenfalls ein Sieg in der B-Europameisterschaft.
In Österreich gibt es momentan sieben Vereine, die im Österreichischen Curling Verband zusammengefasst sind. Das österreichische Bundesleistungszentrum für Curling befindet sich in Kitzbühel.

## Curling als Metapher
Der dänische Familientherapeut Jesper Juul hat Curling in die Kinderpsychologie als Metapher eingeführt, um zu beschreiben, wie Eltern – wie beim Spiel die glatte Eisfläche – ihren Kindern alle Hindernisse aus dem Weg räumen.